# 인천 노래주점 살인사건
인천 노래주점 살인사건은 2021년 4월 40대 남성 손님이 술값 문제로 실랑이를 하다가 주인이 손님을 살해한 사건이다.

## 사건 개요
2021년 4월 22일 노래방 요금 시비로 주먹과 발로 피해자를 때려 살해한 뒤 범행을 숨기기 위해 근처 산에 시신을 묻어버리는 사건이 발생하였다.

## 수사
경찰은 현장 정밀감식을 벌여 노래주점 내부에서 피해자의 혈흔과 미세 인체조직을 발견했다. 해당 CCTV를 통해 노래주점 인근 고깃집에 들러 CCTV가 작동하는지를 확인하고, 인근 마트에서는 14L짜리 세제 한 통, 75L짜리 쓰레기봉투 10장, 테이프 2개를 산 것도 확인하였다.
2021년 5월 17일 신상공개위원회에서 신상공개를 결정하였다.